# Лебрун Моратинос, Хосе Али
Хосе́ Али́ Лебру́н Морати́нос (исп. José Alí Lebrún Moratinos; 19 марта 1919, Пуэрто-Кабельо, Венесуэла — 21 февраля 2001, Каракас, Венесуэла) — венесуэльский кардинал. Титулярный епископ Арадо и вспомогательный епископ Маракайбо с 2 августа 1956 по 21 июня 1958. Апостольский администратор епархии Маракайбо с 23 октября 1957 по 21 июня 1958. Епископ Маракая с 21 июня 1958 по 19 марта 1962. Епископ Валенсии-эн-Венесуэлы с 19 марта 1962 по 16 сентября 1972. Титулярный архиепископ Вонкарии и коадъютор, с правом наследования, и апостольский администратор sede plena Каракаса с 16 сентября 1972 по 24 мая 1980. Архиепископ Каракаса с 24 мая 1980 по 27 мая 1995. Кардинал-священник с титулом церкви Сан-Панкрацио-фуори-ле-Мура с 2 февраля 1983.